# Velika rijeka
Velika ili Velika rijeka je rijeka u Središnjoj Hrvatskoj, pritok Česme. Dijelom svojega toka definira granicu Bjelovarsko-bilogorske i Zagrebačke županije
Izvire na Bilogori, kilometar južno od njenoga najvišeg vrha Rajčevice u naselju Gornja Velika.

## Opis
Velika se u najbližoj udaljenosti nalazi 11 kilometara od Bjelovara, te dijelom svojega toka definira granicu Bjelovarsko-bilogorske i Zagrebačke županije. Uz njen tok prate je razne hrastove šume poput šuma Hrsovo Velike, Bolč Velike i Rajić Velike.

## Ribolov
Velika je bogata ribom koje se love u sklopu sportskog ribolova. Uz Veliku se nalazi razni broj ribnjaka, s dva najveća vodotoka na bjelovarsko-bilogorskoj strani: umjetna jezera Gemajda u Rajiću pod SRU "Šumar" Bjelovar i umjetna jezera Rovišće pod SRU-SRD "Ribič" Rovišće.